# فرانك أوين (فنان)
فرانك أوين (بالإنجليزية: Frank Owen)‏ هو فنان أمريكي، ولد في 1939 في كاليسبيل في الولايات المتحدة.